# 2013 en astronomie
2011 en astronomie - 2012 en astronomie - 2013 en astronomie - 2014 en astronomie - 2015 en astronomie 

## Événements

### Chronologie
- Le Soleil devrait avoir atteint son maximum d'activité cette année[1].
- C'est une année à 5 éclipses, 2 solaires (une annulaire et une hybride) et 3 lunaires (une partielle et 2 par la pénombre).
- Le nuage de gaz G2 devrait avoir été démantelé par le trou noir supermassif au centre de notre galaxie, Sagittarius A*[2],[3].

#### Janvier
- 2 janvier 2013 :
  - la Terre se trouve à son périhélie[4].
  - ALMA observe des écoulements de gaz amenant à la naissance de planètes géantes[5].
- 3 janvier 2013 : des galaxies naines autour de la galaxie d'Andromède forment un disque[6],[7].
- 6 janvier 2013 : l'astéroïde triple (87) Sylvia passe devant l'étoile TYC 1856-00745-1[8],[9].
- 7 janvier 2013 : 17 milliards d'exoplanètes de taille terrestre dans notre galaxie[10].
- 9 janvier 2013 : l'astéroïde potentiellement dangereux Apophis passe à 14 450 000 km de la Terre[11],[12],[13].

#### Février
- 15 février 2013 : 
  - Une pluie de météorites s'abat sur le sud de l'Oural, au-dessus de l'oblast de Tcheliabinsk en Russie[14].
  - Le géocroiseur (367943) Duende (alors connu sous la désignation provisoire 2012 DA14) passe à environ 34 000 km de la Terre[15],[16]. Quelques heures plus tard il passe à seulement 410 000 km de la Lune.

#### Mars
- 11 mars 2013 : annonce de la découverte de WISE 1049-5319, un système binaire de naines brunes. Située à 6,5 al du système solaire, il est le 3e système stellaire le plus proche[17].
- 17 mars 2013 : Impact d'un "rocher" sur la Lune. Cet impact est alors le plus important observé sur notre satellite depuis que ces événements sont suivis[18],[19],[20].
- 20 mars 2013 : équinoxe de mars à 11:02 UTC[4].

#### Avril
- 25 avril 2013 : éclipse lunaire partielle[21].
- 27 avril 2013 : sursaut gamma GRB 130427A exceptionnellement long[22].

#### Mai
- 10 mai 2013 : éclipse solaire annulaire, visible sur l'Australie et le Pacifique[21].
- 18 mai 2013 : Une comète[Laquelle ?] heurte le Soleil.[réf. souhaitée]
- 25 mai 2013 : éclipse lunaire par la pénombre[21].

#### Juin
- 3 juin 2013 : occultation de l'étoile UCAC248-108672 par le centaure (10199) Chariclo, permettant la découverte de deux anneaux[23],[24].
- 21 juin 2013 : solstice de juin à 05:04 UTC[4].

#### Juillet
- 2 juillet 2013 à 1 h TU : opposition de Pluton et donc pic de visibilité de l'objet pour 2013.
- 5 juillet 2013 : la Terre se trouve à son aphélie[4].
- 15 juillet 2013  : annonce de la découverte grâce au télescope Hubble de S/2004 N 1 (numéroté Neptune XIV en 2018 puis baptisé Hippocampe en 2019), le quatorzième et plus petit satellite de Neptune connu à ce jour.
- 19 juillet 2013 : Le Jour où la Terre a souri, appellation de cette date à laquelle la sonde spatiale Cassini s'est tournée vers Saturne pour prendre une image de la majorité de son système d'anneaux et de la Terre, lors d'une éclipse du Soleil.

#### Août
- 14 août 2013 : découverte de Nova Delphini 2013, nova dans le Dauphin[25].
- 17 août 2013 : Curiosity observe le transit de Phobos devant le Soleil depuis Mars.
- 19 août 2013 : SN 2013ek, supernova de type Ib, dans la galaxie NGC 6984[26].

#### Septembre
- 10 septembre 2013 : (3552) Don Quichotte se révèle être une comète active[27].
- 11 septembre 2013 : la chute d'un météoroïde sur la Lune est filmée[28],[29].
- 12 septembre 2013 : la NASA confirme que la sonde Voyager 1 a effectivement bien atteint l'espace interstellaire, autour du 25 août 2012, devenant le premier objet construit par l'homme à le faire.
- 22 septembre 2013 : équinoxe de septembre à 20:44 UTC[4].

#### Octobre
- 18 octobre 2013 : éclipse lunaire par la pénombre[21].
- 22 octobre 2013 : le cap des 1 000 exoplanètes confirmées est franchi[30]. En incluant les 8 planètes du Système solaire, le cap des 1 000 planètes connues a été atteint le 2 octobre.
- 24 octobre 2013 : annonce de z8 GND 5296, qui serait la galaxie la plus éloignée de la nôtre et la plus vieille actuellement connue.

#### Novembre
- 3 novembre 2013 : éclipse solaire hybride, visible sur l'Atlantique Nord et l'Afrique équatoriale[21].
- 21 novembre 2013 : Himiko est un trio de galaxies naines[31].
- 22 novembre 2013 : un anneau de poussières circumsolaire provoqué par Vénus[32].

#### Décembre

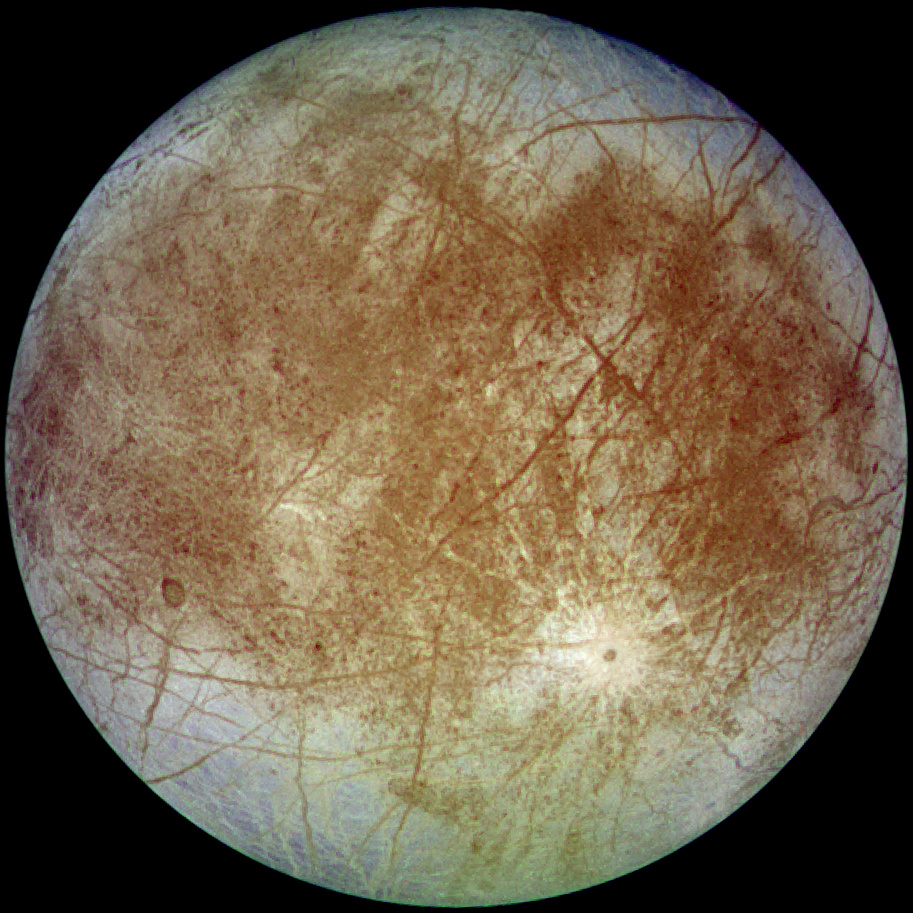
Europe, satellite de Jupiter : de l'argile et des panaches d'eau découverts !

- 5 décembre 2013 : la différence entre les étoiles et les naines brunes se précise[33].
- 6 décembre 2013 : les cellules de convection géantes sont observées sur le Soleil[34].
- 11 décembre 2013 : de l'argile découvert sur la surface d'Europe[35].
- 12 décembre 2013 : Europe émet des panaches d'eau de 200 km de hauteur[36].
- 14 décembre 2013 : Chang'e 3 se pose sur la Lune. Il y dépose l'astromobile Yutu[37].
- 19 décembre 2013 : lancement du satellite astrométrique Gaïa[38].
- 21 décembre 2013 : solstice de décembre à 17:11 UTC[4].

### Exoplanètes
Au 1er janvier 2013, on avait découvert 854 exoplanètes confirmées dans 673 systèmes planétaires, 186 planètes non confirmées, controversées ou rétractées, ainsi que 2 321 candidates du télescope Kepler.
Les découvertes des exoplanètes suivantes ont été annoncées en 2013 :
- 7 janvier 2013 : 461 nouvelles exoplanètes candidates pour Kepler[41], pour un total de 2 740.
- 18 novembre 2013 : Kepler-88 c découvert à l'OHP. Son existence avait été prédite à cause des perturbations de l'orbite de Kepler-88 b. C'est la première découverte de ce genre[42],[43].

### Comètes
En 2013, les comètes suivantes sont à l'honneur :
C/2011 L4 (PANSTARRS)Elle passe au périhélie le 10 mars 2013.
C/2012 S1 (ISON)Découverte le 21 septembre 2012, passe au périhélie le 28 novembre 2013, à seulement 1,9 million de kilomètres du Soleil. Elle est fragmentée par le Soleil, et disparait définitivement le 5 décembre 2013.
P/2013 CE31 (MOSS)Claudine Rinner découvre sa troisième comète le 5 février 2013. D'une période de 10,7 a, elle est passée au périhélie le 21 mai 2012.
C/2013 A1 (Siding Spring)Découverte le 3 janvier 2013, avait initialement un risque d'impact non nul le 19 octobre 2014 avec Mars, impact qui n'aura finalement pas lieu. L'objet passe au périhélie le 25 octobre 2014.

## Phases de la Lune
Le tableau suivant résume les phases de la Lune pour l'année 2013 :
| #  | Nouvelle lune | Premier quartier | Pleine lune | Dernier quartier |
| -- | ------------- | ---------------- | ----------- | ---------------- |
|    |               |                  |             | 5/01             |
| 1  | 11/01         | 18/01            | 27/01       | 3/02             |
| 2  | 10/02         | 17/02            | 25/02       | 4/03             |
| 3  | 11/03         | 19/03            | 27/03       | 3/04             |
| 4  | 10/04         | 18/04            | 25/04       | 2/05             |
| 5  | 10/05         | 18/05            | 25/05       | 31/05            |
| 6  | 8/06          | 16/06            | 23/06       | 30/06            |
| 7  | 8/07          | 16/07            | 22/07       | 29/07            |
| 8  | 6/08          | 14/08            | 21/08       | 28/08            |
| 9  | 5/09          | 12/09            | 19/09       | 27/09            |
| 10 | 5/10          | 11/10            | 18/10       | 26/10            |
| 11 | 3/11          | 10/11            | 17/11       | 25/11            |
| 12 | 3/12          | 9/12             | 17/12       | 25/12            |